# Scott Gorham
Scott Gorham, właśc. William Scott Gorham (ur. 17 marca 1951 w Glendale) – amerykański gitarzysta i autor piosenek.
Od 1974 był członkiem irlandzkiej grupy rockowej Thin Lizzy. Nagrał z nią 9 albumów studyjnych oraz 6 koncertowych. Brał także udział w pisaniu części utworów. Gorham pozostał w zespole aż do jego rozpadu w 1983. W 1983 został członkiem projektu Man Friday & Jive Junior basisty grupy Queen Johna Deacona. W 1996 razem z Johnem Sykesem i Brianem Downeyem podjął decyzję o reaktywacji grupy.
W późniejszych latach Gorham wziął udział w projekcie Phenomena II. Spotkał się wówczas z Leifem Johansenem, z którym założył grupę 21 Guns. Nagrali razem 3 albumy. Gorham współpracował także z zespołami Asia i Rollins Band.
W 1997 gościnnie zagrał na gitarze na płycie Welcome to the World grupy Psycho Motel.
W 2004 roku muzyk wraz z Brianem Robertsonem został sklasyfikowany na 52. miejscu listy 100 najlepszych gitarzystów heavymetalowych wszechczasów według magazynu „Guitar World”.

## Dyskografia
Thin Lizzy
- Nightlife (1974)
- Fighting (1975)
- Jailbreak (1976)
- Johnny the Fox (1976)
- Bad Reputation (1977)
- Live and Dangerous (1978)
- Black Rose: A Rock Legend (1979)
- Chinatown (1980)
- Renegade (1981)
- Thunder and Lightning (1983)
- Life (1983)
- BBC Radio 1 Live in Concert (1992)
- The Peel Sessions (1994)
- Boys Are Back in Town: Live in Australia (1999)
- One Night Only (2000)

21 Guns
- Salute (1992)
- Nothing's Real (2000)
- Demo-Lition (2002)

## Filmografia
| Tytuł                             | Rok  | Uwagi                                    | Źródło |
| --------------------------------- | ---- | ---------------------------------------- | ------ |
| "Gary Moore: Still Got the Blues" | 2011 | film dokumentalny, reżyseria: Tony Curry | [ 3 ]  |

## Nagrody i wyróżnienia
| Rok  | Kategoria       | Tytułem      | Nagroda                         | Nota | Źródło |
| ---- | --------------- | ------------ | ------------------------------- | ---- | ------ |
| 2013 | Riff Lord Award | Scott Gorham | Metal Hammer Golden Gods Awards | Laur | [ 4 ]  |